# Helen Resor
Helen Resor, född den 18 oktober 1985 i Greenwich, Connecticut i USA, är en amerikansk ishockeyspelare.
Hon tog OS-brons i damernas ishockeyturnering i samband med de olympiska ishockeytävlingarna 2006 i Turin.